# Dimo Todorovski
Pour les articles homonymes, voir Todorovski.
Dimo Todorovski (macédonien : Димо Тодоровски), né à Thessalonique en 1910 et mort en 1983 à Skopje, était un sculpteur macédonien. Son travail est en partie exposé au musée d'art contemporain de Skopje. Il a surtout réalisé des portraits et des monuments publics, aujourd'hui exposés à travers la République de Macédoine. Son œuvre la plus célèbre est le mémorial de Metchkin Kamen (« la pierre de l'ours »), à Krouchevo, qui commémore une bataille ayant eu lieu pendant l'Insurrection d'Ilinden, en 1903.

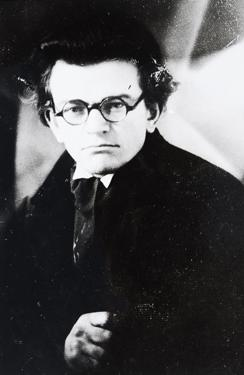
Yeune Dimo Todorovski

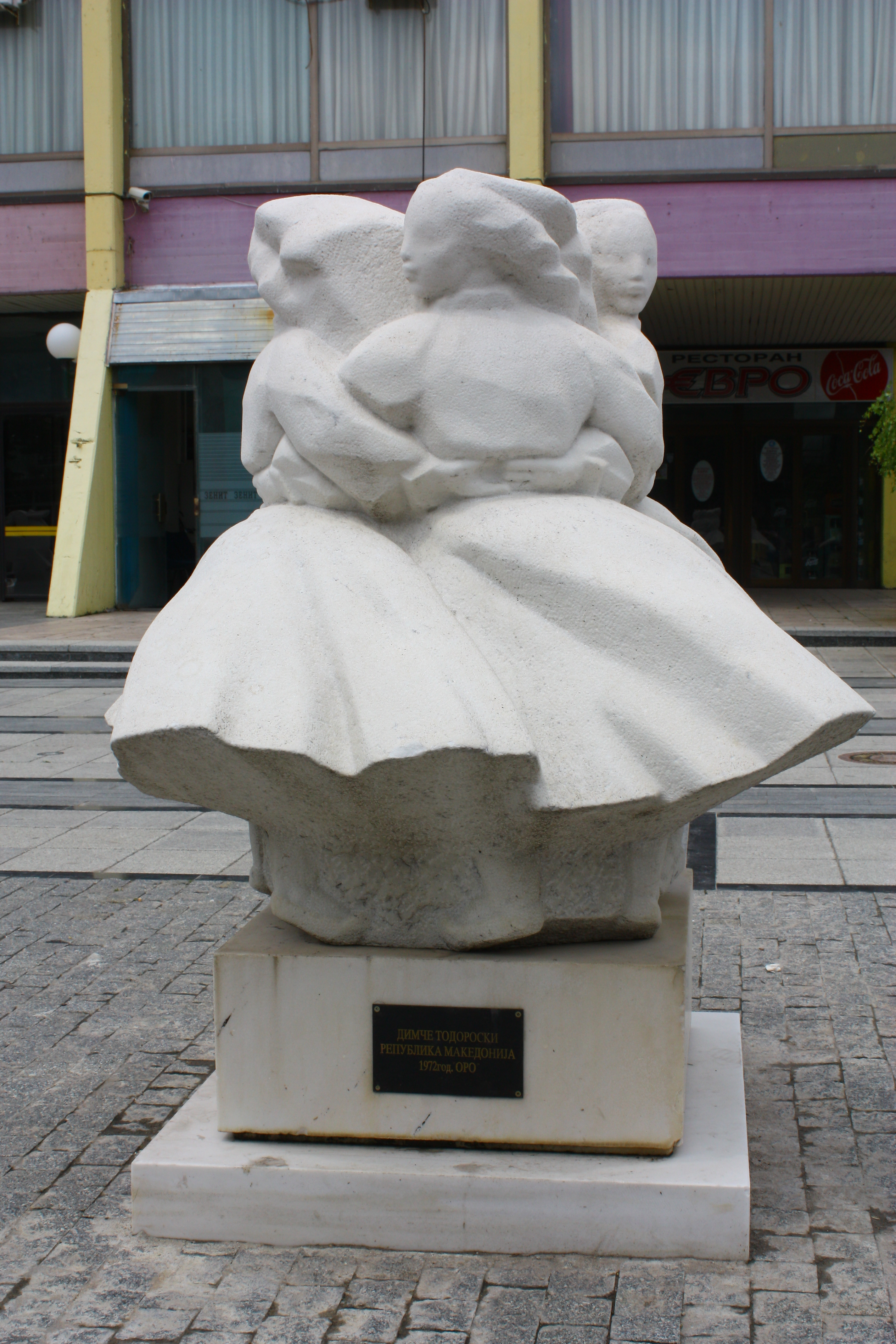
Sculpture de Todorovski représentant loro, danse traditionnelle, à Prilep